# Telfs
Telfs là một thị trấn buôn bán thuộc huyện Innsbruck-Land trong bang Tirol của Áo, cách Innsbruck 27 kilômét (17 dặm) về phía tây. Đây là đô thị lớn thứ ba ở Tirol. Telfs được công nhận địa vị thị trấn vào năm 1908 và duy trì tòa án huyện riêng.

## Thư viện hình

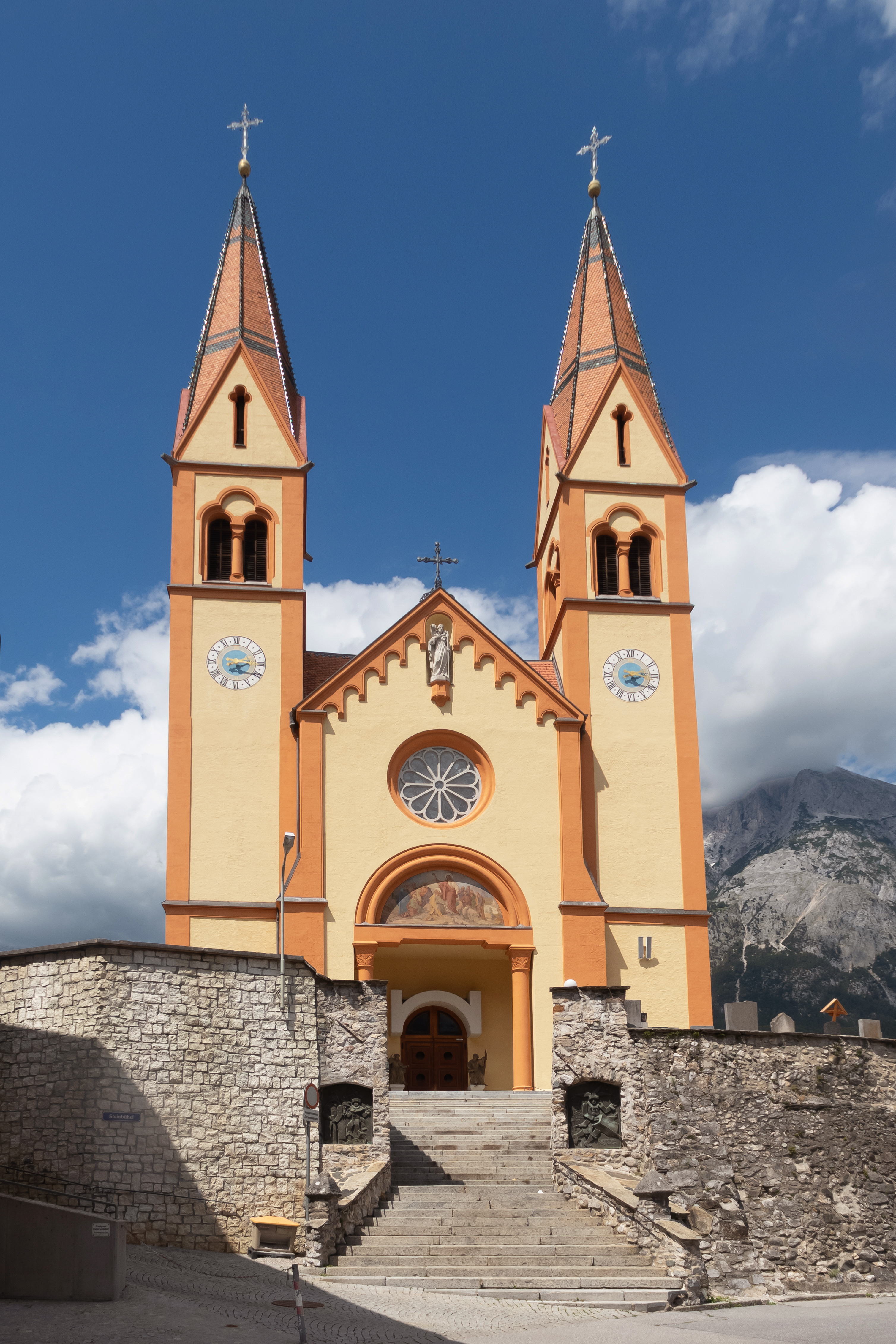
Nhà thờ tại Telfs
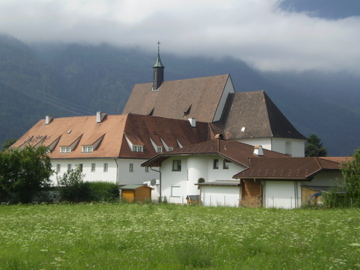
Tu viện dòng Phanxicô ở Telfs
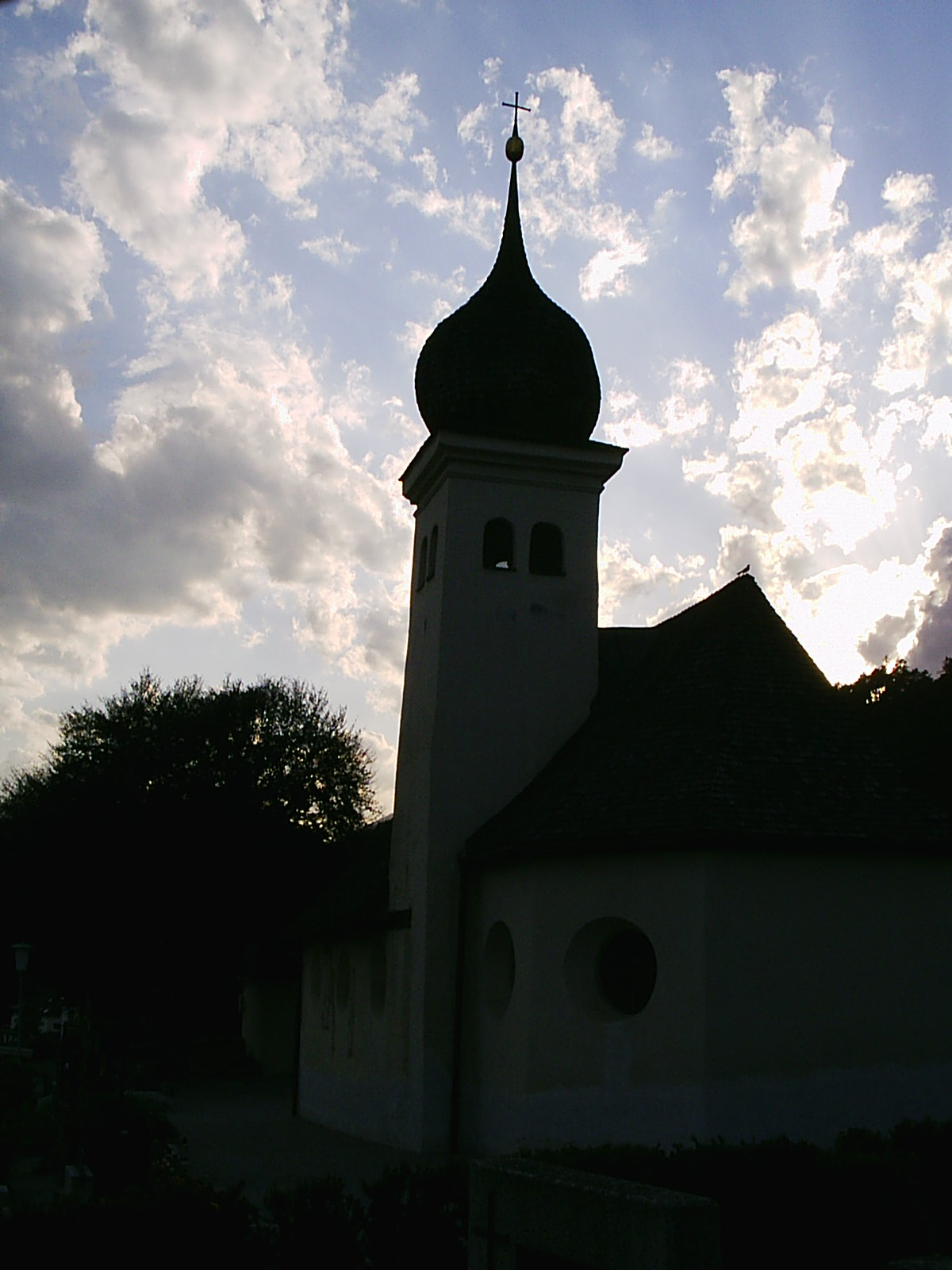
Nhà thờ cổ ở Telfs
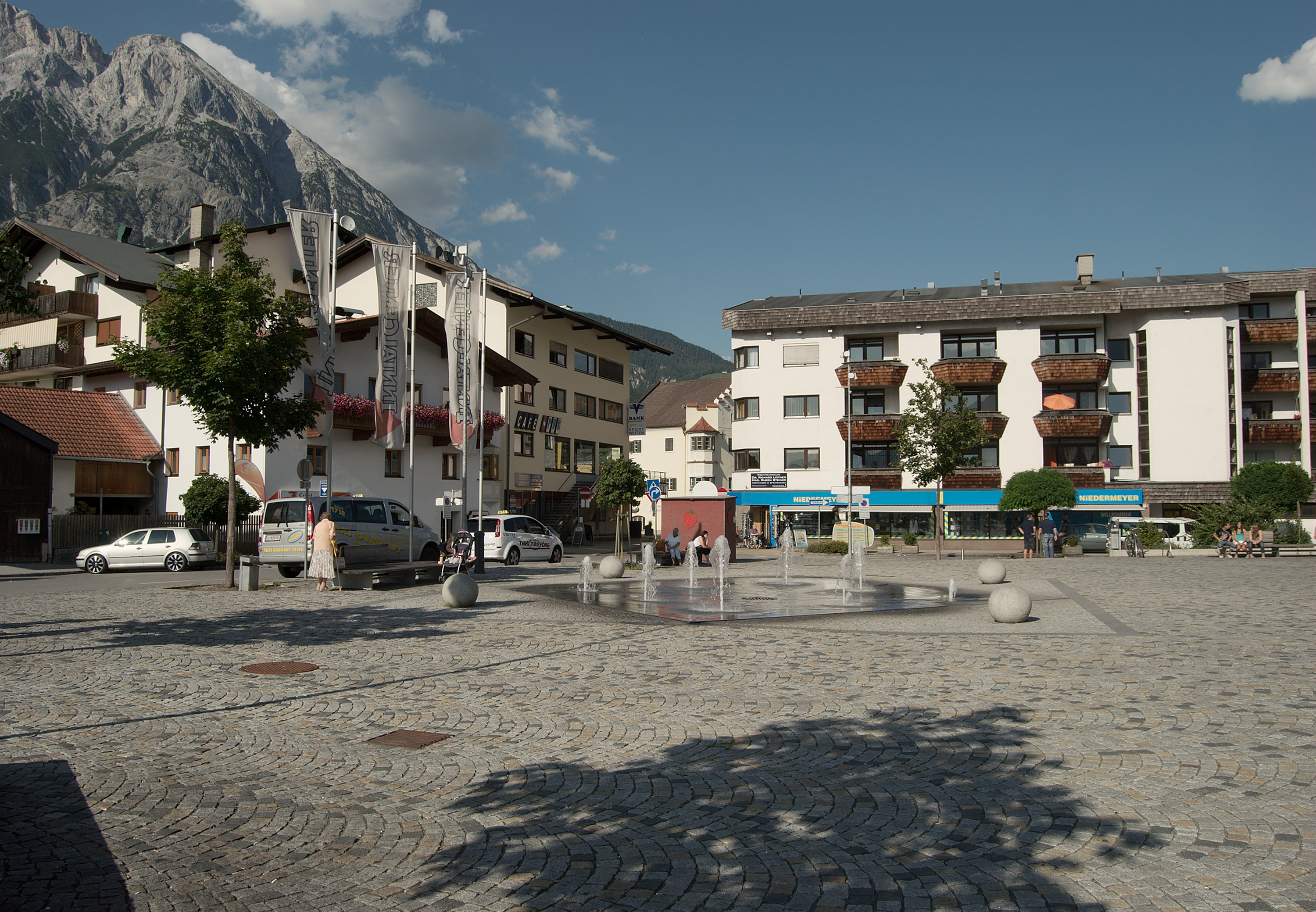
Quảng trường ở Telfs
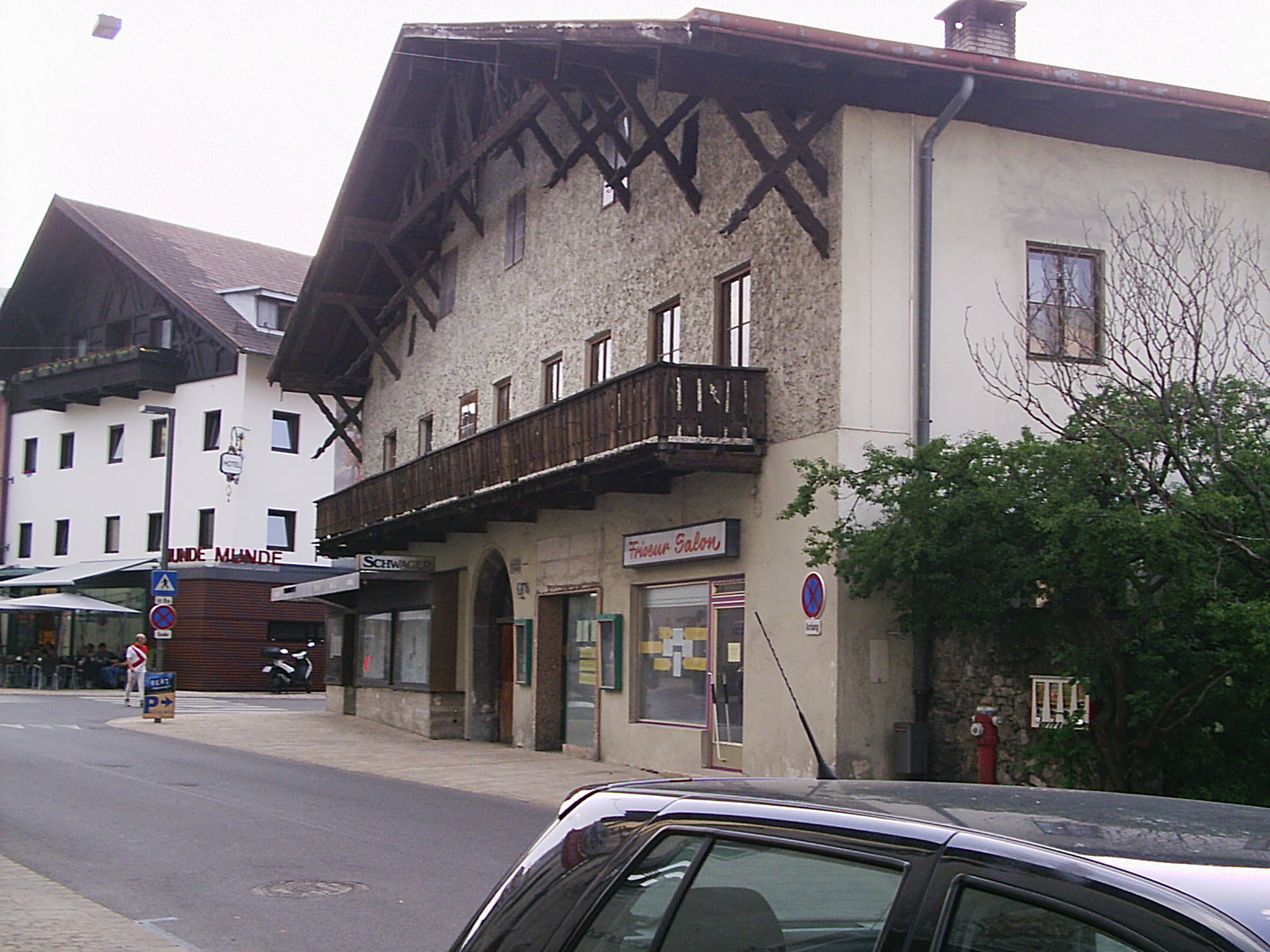
Ngôi nhà 800 năm tuổi ở Telfs
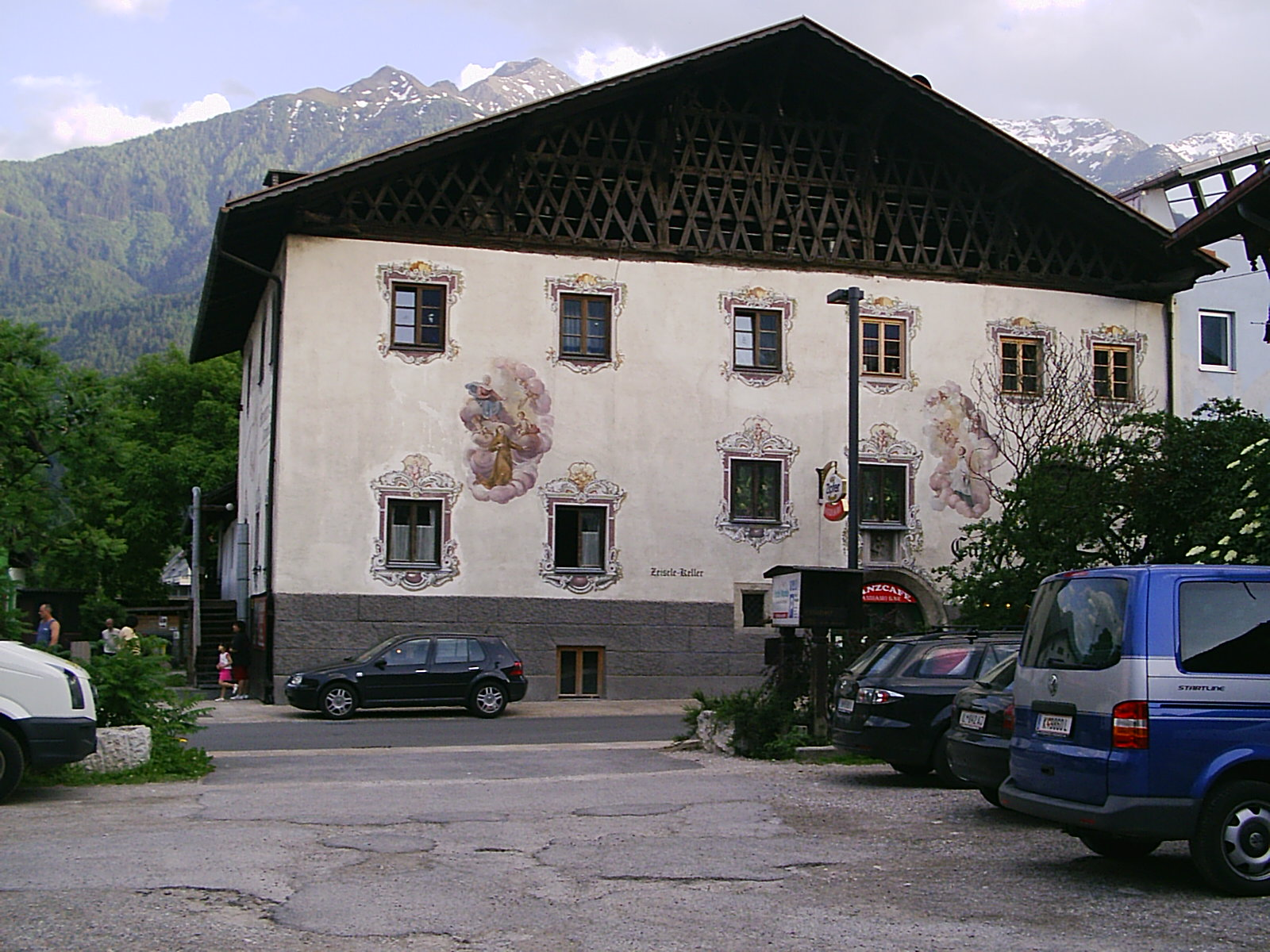
Ngôi nhà cổ ở Telfs